# Оконська сільська рада
| Оконська сільська рада — орган місцевого самоврядування у Маневицькому районі Волинської області з адміністративним центром у с. Оконськ. Історична дата утворення: в 1990 році. Водоймища на території, підпорядкованій даній раді: річка Окінка. Сільській раді підпорядковані населені пункти: - с. Оконськ |

## Склад ради
Рада складається з 16 депутатів та голови.

### Керівний склад ради
| ПІБ                       | Основні відомості                                                 | Дата обрання | Дата звільнення |
| ------------------------- | ----------------------------------------------------------------- | ------------ | --------------- |
| Ярута Петро Мойсейович    | Сільський голова, 1966 року народження, освіта, безпартійний      | 26.03.2006   | 31.10.2010      |
| Ковердюк Олена Миколаївна | Сільський голова, 1974 року народження, освіта вища, позапартійна | 31.10.2010   |                 |

Примітка: таблиця складена за даними джерела

## Населення
За переписом населення України 2001 року в сільській раді мешкало 1230 осіб.

### Мова
Розподіл населення за рідною мовою за даними перепису 2001 року:
| Мова       | Відсоток |
| ---------- | -------- |
| українська | 99,35 %  |
| російська  | 0,57 %   |
| білоруська | 0,08 %   |